# Il party
Il party di Ed McBain (titolo originale The Frumious Bandersnatch), pubblicato nel 2003, è uno degli ultimi romanzi della serie dell'87º Distretto. Oramai gli schemi sono collaudati e benché in ogni storia l'autore torni a tratteggiare, quasi con le stesse parole, i suoi personaggi, oramai questi si muovono con disinvoltura nel loro mondo creato dalla fantasia di McBain. La continuità della serie si unisce a una storia originale che può essere letta indipendentemente dalle altre, ma che in alcuni tratti trova la sua forza principale nella serialità.

## Trama
Tamar Valaparaiso è una giovane e bella cantante che sta per essere lanciata nel mondo discografico ma viene rapita nel corso di un grande party, organizzato su una nave in crociera nel fiume di Isola, per la presentazione del suo primo videoclip. Inizia così una sfida tra la polizia, supportata questa volta dall'FBI e i rapitori.
L'agente della ragazza sembra disposto a pagare qualsiasi somma chiesta per il riscatto pur di riavere la sua promessa star che ora sull'onda delle notizie diffuse dai media è divenuta nota in tutto il paese. Il solito Steve Carella, che per primo ha risposto alla chiamata della polizia fluviale ed è quindi incaricato delle indagini questa volta dovrà confrontarsi non solo con la difficoltà del caso ma anche con l'ostilità dell'FBI, intervenuto per sfruttare la notorietà dell'evento, che vuole assegnargli un ruolo subordinato nelle ricerche della rapita.
Nonostante la tecnologia e i grandi mezzi dei federali alla fine sarà il lavoro di gambe di Carella e le sue capacità intuitive a portare alla soluzione.

## Edizioni
- Ed McBain, Il party, traduzione di Nicoletta Lamberti, Arnoldo Mondadori Editore, 2004, ISBN 978-88-04-55623-7.